# Reguły aksjomatyczne
Reguły aksjomatyczne - reguły wyróżniające zdania języka jako tezy niezależnie od wartości logicznej jakichkolwiek innych zdań wchodzących w skład tegoż języka. Ich przeciwieństwem są reguły inferencyjne.